# Autopilot Off
Autopilot Off je americká punk rocková hudební skupina, která vznikla v Orange County ve státě New York v roce 1996. Ve čtyřčlenné sestavě jsou Chris Hughes (kytara), Chris Johnson (zpěv, kytara), Phil Robinson (bicí) a Rob Kucharek (basová kytara). Dříve byla známá pod názvem Cooter. Kapela dodnes vydala dvě studiová alba a čtyři EP alba. Mezi lety 2005 až 2010 byla kapela nečinná.

## Historie

### Cooter (1996-2002)
Dnešní kapela Autopilot Off byla založena v roce 1996 v Orange County ve státě New York pod názvem Cooter. V 90. letech si postupně získávala popularitu vystupováním na koncertech slavnějších kapel jako jsou MxPx, Goldfinger, Sum 41, Yellowcard nebo H2O. V roce 1999 vydali svoje první studiové album s názvem Looking Up pod vydavatelstvím Fastmusic. V roce 2000 se dostali do sporu s kapelou The Cooters z Mississippi, protože ta vlastní ochrannou známku na tento název. Spor došel až k soudu, který dal za pravdu kapele z Mississippi a nařídil Newyorské skupině změnu jména. Kapela si zvolila nové jméno Autopilot Off. Vydavatelství Fastmusic se s Mississippskou kapelou soudilo dál až k federálnímu soudu, kde ovšem prohrálo.

### Make a Sound a období nečinnosti (2002-2010)
Autopilot Off po prohraném procesu podepsali smlouvu s vydavatelstvím Island Records. S ním znovu vydali své první studiové album pod svým novým jménem. Také vydali eponymní EP album v roce 2002.
V roce 2004 vydala skupina svoje druhé studiové album s názvem Make a Sound. To se umístilo na 119. příčce žebříčku Billboard 200. Z alba pochází singl „What I Want“, na kterém spolupracoval Tim Armstrong ze skupiny Rancid. Další skladba s názvem „Clockwork“ s objevila v soundtracku k videohrám NHL 2004 a SSX3.
26. srpna 2005 kapela na svých stránkách oznámila pozastavení činnosti na neurčitou dobu.

### Obnovení činnosti (2011-současnost)
V květnu roku 2011 se na facebooku objevila stránka kapely, na které skupina zveřejnila svoji fotku se slovy „TwoTousandEleven (2011)“. Vznikly tak spekulace, že se kapela vrací. Ty byly potvrzeny v červnu roku 2011, když skupina oznámila práci na novém hudebním materiálu.

## Diskografie

### Studiová alba
- Looking Up (1999)
- Make a Sound (2004)

### EP alba
- All Bets Off (EP) (1997)
- Slick Shoes/Cooter (2000)
- Autopilot Off (2002)
- Regenerator (EP) (2003)